# Россия единая, великая и неделимая

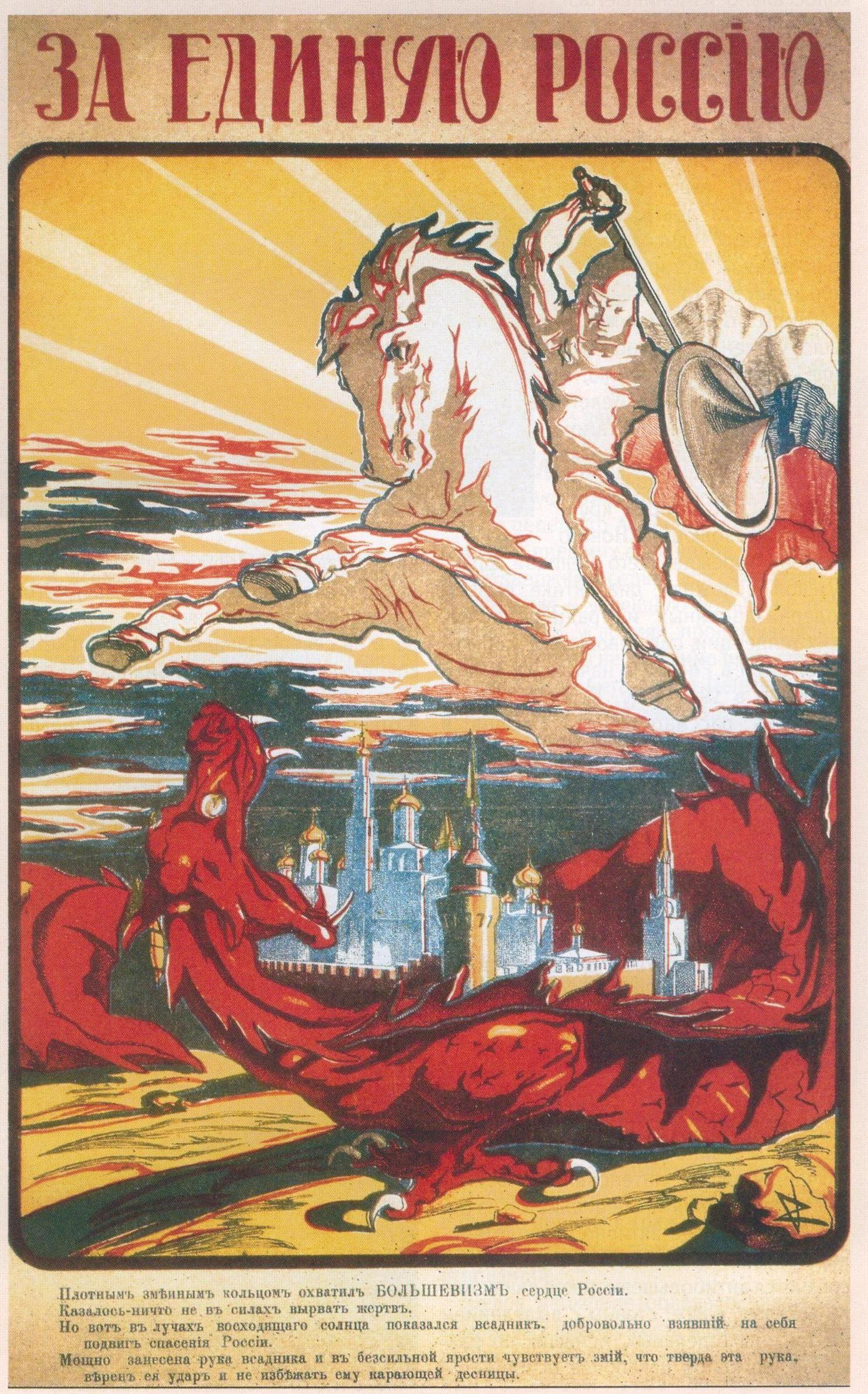
Плакат ОСВАГа. 1919 год

«Росси́я Еди́ная, Вели́кая и Недели́мая» (другими словами «За Великую, Единую и Неделимую Россию») — один из основных принципов внешней и внутренней политики Белого движения (наряду с принципами «непредрешения государственного устройства» и верности союзникам по Антанте), сформулированный на начальном этапе Гражданской войны в России как ответная реакция на захват власти большевиками и провозглашение ими курса на интернационал, «самоопределение наций» и мировую революцию. Фактически единственный лозунг Белого движения.

## Зарождение и формулирование
Тезис «Россия единая и неделимая» существовал официально оформленным в Своде законов Российской империи и являлся одним из основополагающих принципов, в соответствии с которыми проводилась имперская политика. Преемственность в этом вопросе соблюдалась и после упразднения монархии — так, в период подготовки к проведению Учредительного собрания, Временным правительством было созвано Юридическое совещание, занимавшееся подготовкой вопросов, которые должно было бы решить Учредительное собрание, в том числе разрабатывался проект новой российской Конституции. По «Предварительному проекту статей Основных законов по вопросу об автономии (федерации)», подготовленных кадетским деятелем Н. И. Лазаревским, государство Российское должно было быть «…единым и неделимым».
После того, как в России к власти пришли большевики, отрицавшие национальные ценности и поставившие целью установление коммунистического режима в мировом масштабе, пусть даже в ущерб интересам и территориальной целостности России; лица, не смирившиеся с захватом власти большевиками, испытавшие национальное унижение после фактического проигрыша Россией Первой мировой войны и добивавшиеся сохранения целостности страны, соединились в движении, которое принято называть «Белым», а их единственным лозунгом стал лозунг «Россия единая, великая и неделимая», который противопоставлялся большевистскому лозунгу «Да здравствует мировая революция!».
Принцип «Россия единая, великая и неделимая» подразумевал восстановление тех основ российского общества, которые были подорваны большевистским правлением, и непременное сохранение территориальной целостности страны, изменения которой могли, по мнению белых, произойти только с одобрения национального собрания. Белое руководство было особенно привержено принципу территориальной целостности России, не допуская отступления от него даже в тех случаях, когда это могло бы обеспечить решающий стратегический перевес над большевиками. Ни А. В. Колчак, ни А. И. Деникин как носители верховной власти не считали возможным признавать отделение от России каких бы то ни было территорий, даже в тех случаях, когда произошедшие события уже не оставляли надежд на возвращение отторгнутых территорий в состав России. Такая политика с одной стороны уменьшала шансы белых на успех, так как создавала основу для конфликтов с национальными окраинами, которые также боролись с большевиками (в 1921 году П. Н. Милюков даже заявил: «„Единая и неделимая Россия“ — лозунг, нас погубивший»), зато с другой, по мнению историка С. В. Волкова, — имела высокий нравственный смысл, равно как и проводимый по отношению к бывшим союзникам лозунг «За помощь — ни пяди русской земли». При этом лидеры белого движения декларировали своё согласие предоставить отдельным народам достаточно широкую автономию, но только в пределах единого государства.
Историк Ярослав Бутаков усматривал, впрочем, больше пользы от данного лозунга, чем вреда — хотя он и отталкивал от Белого движения антибольшевистские силы национальных окраин, но, по мнению историка, трудно представить, что те стали бы помогать белому движению уничтожить большевистскую власть в центре самой России даже в обмен на признание их независимости белыми. Данный лозунг являлся стержнем Белой идеи и отказ от него лишь подорвал бы моральное единство белых и лишил бы Белое дело части сторонников.

### Кризис лозунга
В 1919 г. произошло событие, известное в украинской историографии как «киевская катастрофа». Части Украинской Народной Республики и Добровольческой армии с разных сторон выбили большевиков из Киева, однако последние прямо отвергли сотрудничество с УНР, неприемлемое для них в свете незадолго до того провозглашённой декларации Деникина «К населению Малороссии». Конфронтация между частями белых и УНР привела к быстрому поражению белых на территории Украины от частей Красной армии, и в конечном счёте также к поражению сил УНР, которым удалось продержаться дольше благодаря поддержке Польши.
В мае того же 1919 г. в Латвии произошла конфронтация между частями Западной армии П. Р. Бермондт-Авалова, для которого независимость Латвии и поддержавшей её Эстонии была неприемлемой, и А. П. Ливена, считавшего поддержку независимости Латвии и Эстонии принципиальной ради общей борьбы против большевиков. В войне за независимость Латвии Бермондт-Авалов проиграл, а его армия была депортирована. Части Ливена ушли из Прибалтики на соединение с армией Юденича, однако после поражения последней вновь отступили в Прибалтику, и в послевоенный период (до 1940 г.) объединение ливенцев пользовалось там уважением.
По мере нарастания военных неудач, когда территории, подконтрольные белым силам сужались до размеров небольших регионов, белые лидеры были вынуждены корректировать свои национальные программы, подстраивая их под региональные нужды. Под конец белой борьбы принцип «единой и неделимой России» стал уступать место принципу «федерации».

## Использование лозунга

### В пропаганде

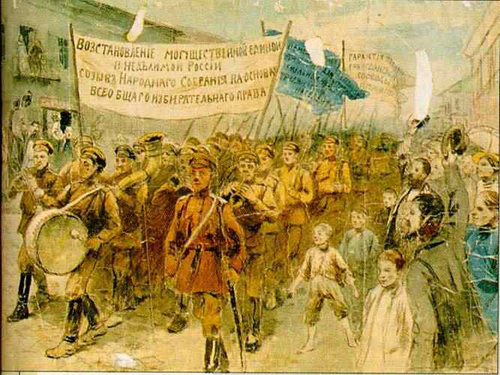
Один из плакатов ОСВАГа

ОСВАГ — крупнейший идеологический центр при верховном руководстве Добровольческой армии — широко использовал лозунг «Великая, Единая и Неделимая Россия» и производные от него в плакатах и печатной продукции. Так, в листовке озаглавленной «Я — доброволец», первым пунктом было написано: «Я — ДОБРОВОЛЕЦ, потому что отдал свою молодость и проливаю свою кровь за могущество Единой Неделимой России».

### На банкнотах

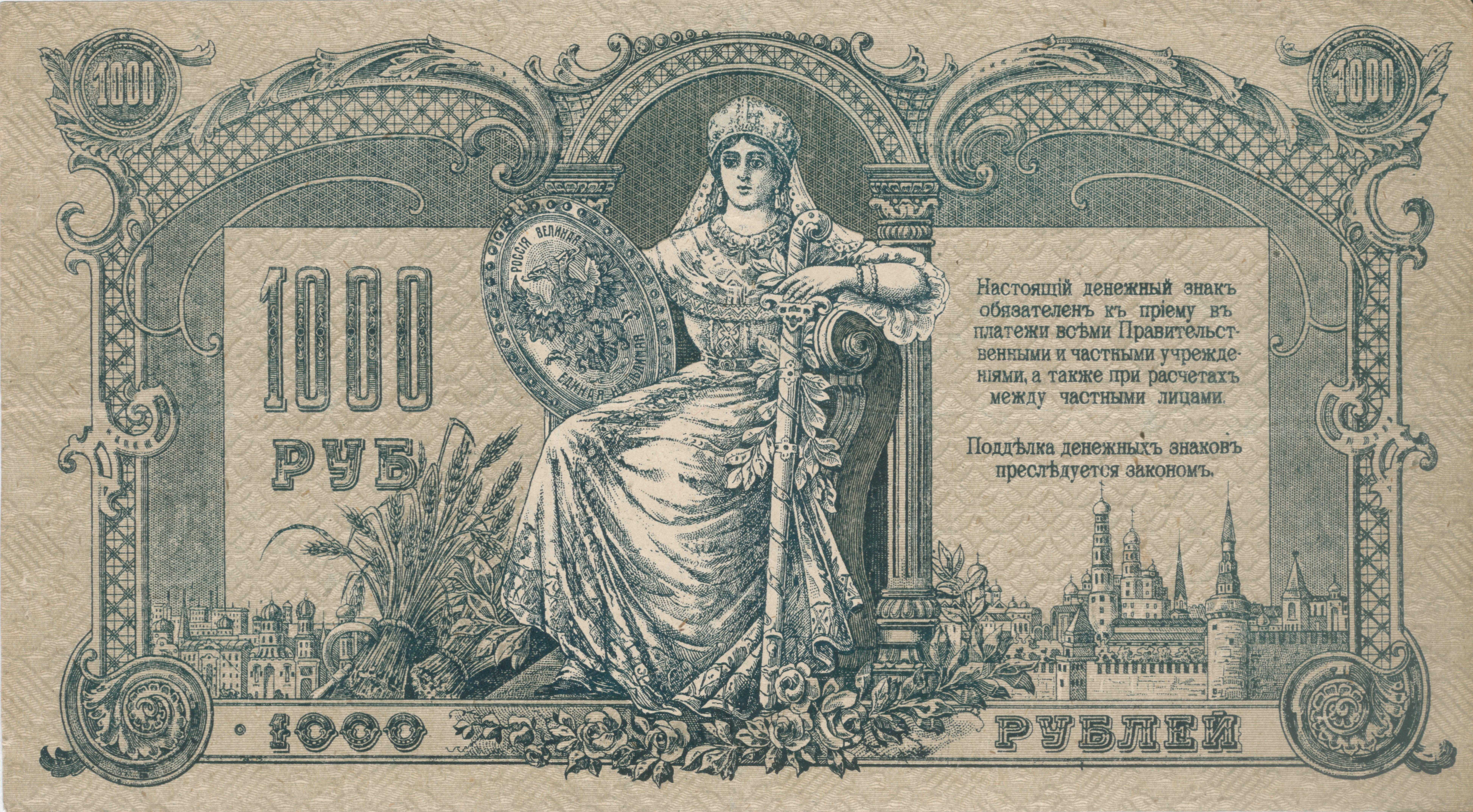
Купюра Всевеликого Войска Донского

На некоторых банкнотах белых правительств времён гражданской войны аллегорически изображалась Россия в виде женщины-воительницы, державшей щит, на котором было начертано: «Великая Единая Неделимая Россия» или вариации лозунга.

## В постсоветской России
В 1992 году три четверти россиян поддерживали лозунг о «единой и неделимой России», когда-то осуждённый как Иосифом Сталиным, так и Львом Троцким за свою «контрреволюционность».